# 핵격납고
핵격납고(영어: Nuclear Silo)는 스타크래프트 종족인 테란의 건물이다. 사령부에 애드온하는 건물이다.

## 특징
핵격납고는 스타크래프트와 스타크래프트 리마스터에선 영단어인 Nuclear Silo를 그대로 한글로 음역한 뉴클리어 사일로란 이름으로 불리며 스타크래프트 2에서는 한국어로 번역한 핵격납고라고 불린다. 핵미사일은 스타크래프트와 스타크래프트 리마스터에선 영단어인 Nuclear Missile이란 영단어를 그대로 한글로 음역한 뉴클리어 미사일, 스타크래프트 2에서는 한국어로 번역한 핵미사일이나 핵유도탄으로 불린다. 테란의 가장 강력한 무기인 핵미사일을 사용하기위해 필요한 건물이다. 건설하는데 필요한 비용은 미네랄:100, 가스:100으로 다른 테란의 애드온 건물보다 가격이 비싸다. 건물의 체력은 600에 1의 기본 방어력을 가지고 있다. 핵격납고에서 핵미사일을 만들 때는 미네랄:200, 가스 200에 8의 인구수를 소모하는데 8의 인구수는 스타크래프트에선 가장 높은 인구수를 소모하는 것이 된다. 핵미사일을 사용하는 유닛은 고스트이며 핵미사일의 공격은 상대한테 게임에서의 큰 타격뿐만 아니라 정신적인 타격까지 상대한테 주기도 한다. 건설에 필요한 건물은 사이언스 퍼실리티의 애드온 건물인 코버트 옵스이다. 핵격납고는 테란이 잘 사용하지는 않으며 커맨드 센터에는 보통 핵격납고보단 콤셋 스테이션을 주로 애드온한다. 가끔 활용될 때는 테테전, 테저전, 테프전의 극후반부에 테란이 유리한 상황에서 확실히 쐐기를 박는 용도로 활용하며 테저전에서는 테란 프로게이머인 한동욱이 저그 프로게이머인 장육을 상대로 저그의 방어 건물인 성큰 콜로니의 방어진을 뚫는 전략으로 사용하는 전술핵의 전략으로 사용되기도 하였다. 스타크래프트 2에서는 사령부의 애드온 건물이 아닌 단독 건물로 바뀌었으며 미네랄은 150의 가격으로 전작보다 비싸졌지만 대신 가스는 50의 가격으로 전작보다 저렴해졌으며 체력도 전작의 600에서 1250으로 2배 이상의 큰 상향을 가지게 되었다. 군단의 심장에서는 핵미사일 격납고로 등장하며 체력 1000이며 기본 방어력은 0으로 없다.

## 같이 보기
- 스타크래프트
- 테란